# Isocyamus delphinii
Isocyamus delphinii is een vlokreeft uit de familie van de walvisluizen (Cyamidae). De wetenschappelijke naam van de soort werd in 1836 gepubliceerd door Félix Édouard Guérin-Méneville.

## Synoniemen
- Cyamus globicipitis Lütken, 1870[2]